# Fagonia thebaica
Fagonia thebaica är en pockenholtsväxtart som beskrevs av Pierre Edmond Boissier. Fagonia thebaica ingår i släktet Fagonia och familjen pockenholtsväxter. Utöver nominatformen finns också underarten F. t. violacea.